# Bagger 288

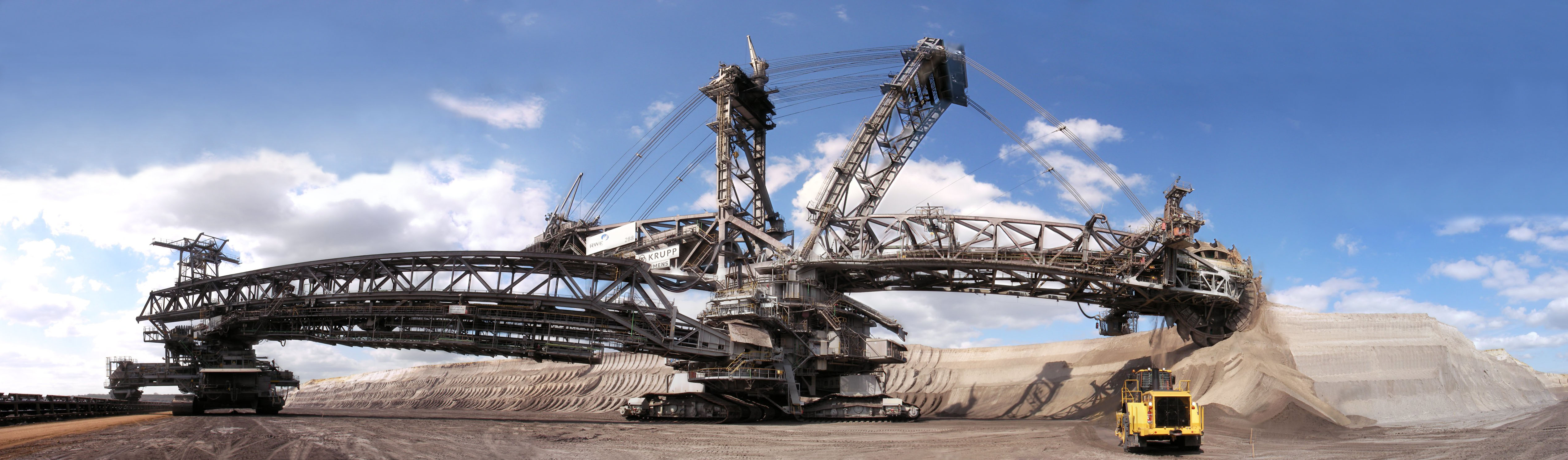
Koparka Bagger 288

Bagger 288 (Excavator 288) – koparka wielonaczyniowa z kołem nadsiębiernym, wyprodukowana dla firmy Rheinbraun – działającej w przemyśle energetycznym i kopalnianym, przez niemiecką firmę Krupp. Dokładniej, urządzenie określane jest jako koparka do prac odkrywkowych. Po zakończeniu prac konstrukcyjnych, Bagger 288 przerósł transporter NASA – Crawler-transporter, służący do przenoszenia statków kosmicznym projektów Space Shuttle i Apollo – do roku 1978 największy pojazd gąsienicowy na świecie. Produkt firmy Friedrich Krupp AG ważył 13500 ton, będąc najcięższym pojazdem lądowym. Baggera, zasilanego z zewnętrznego źródła, najtrafniej jednak określić mianem mobilnej maszyny kopalnianej, podczas gdy transporter NASA zbudowano jako zasilany własnym źródłem energii transporter ciężkich ładunków.
Baggera 288 skonstruowano do prac nad usuwaniem nadkładu przed rozpoczęciem wydobywania węgla w niemieckiej miejscowości Hambach. Dzienna wydajność maszyny to 240 tysięcy ton węgla lub 240 tysięcy metrów sześciennych nadkładu, co stanowi równowartość dołu wielkości boiska piłkarskiego o głębokości 30 metrów. Węgiel wydobywany dziennie przez Baggera mieści się na 2400 wagonach. Długość koparki to około 240 metrów, a jej wysokość to 96 metrów. Do pracy koparka potrzebuje 16,56 megawatów zewnętrznie dostarczanej energii elektrycznej. W ciągu 1 minuty Baggera można przemieścić od 2 do 10 metrów (co stanowi prędkość 0,1 do 0,6 km/h). Szerokość podwozia głównej części koparki to 46 metrów, a całość porusza się na 3 rzędach po 4 zespoły gąsienicowe, z której każdy zespół ma 3,8 metra szerokości. Stosunkowo duża powierzchnia gąsienic oznacza, że nacisk maszyny na podłoże jest niewielki i wynosi około 17,1 N/cm² – pozwala to urządzeniu na przemieszczanie się po żwirze, odkrytej ziemi a nawet trawie bez pozostawiania głębokich śladów. Minimalny promień skrętu wynosi w przypadku Baggera 288 około 100 metrów, a maksymalne pochylenie nawierzchni to 1:18.
Średnica samej głowicy koparki to 21,6 metra. Głowica wyposażona jest w 18 czerpaków, z których każdy pomieścić może 6,6 m³ nadkładu.
Do lutego 2001 koparka całkowicie odkryła obszar kopalni w Hambach, po czym stała się dla obiektu bezużyteczna. W ciągu 3 tygodni pokonała odległość 22 kilometrów dzielącą Hambach od Garzweiler, przemieszczając się autostradą 61, pokonując rzekę Erft, linię kolejową i szereg mniejszych dróg. Transport koparki kosztował około 15 milionów marek niemieckich i wymagał asysty 70 robotników. Podczas przekraczania rzek układano duże stalowe rury, co pozwalało wodom rzeki na swobodny przepływ. Powierzchnię nad rurami wyrównywano kamieniami i żwirem. Przejazd Baggera w całości okazał się o wiele bardziej opłacalny niż jego rozmontowanie i oddzielny transport poszczególnych części.
Niemal identycznym siostrzanym pojazdem w stosunku do modelu Bagger 288 jest Bagger 288.1.